# Georg Ludwig Oeder
Georg Ludwig Oeder, Pseudonym: Sincerus Pistophilus, (* 28. Januar 1694 in Schopfloch; † 24. April 1760 in Feuchtwangen) war ein deutscher evangelischer Theologe und Philosoph.

## Leben
Georg Ludwig Oeder war der Sohn des Predigers Georg Christoph (* 1652; † 1729 in Feuchtwangen) und der Anna Rosina Hacker zum Hard († 1708). Die Eltern bildeten den Sohn bis zu dessen 16. Lebensjahr aus, anschließend besuchte er die Heilsbronner Klosterschule. 1712 schließlich bezog er die Universität Jena, um Theologie zu studieren. Dort verteidigte er im Dezember 1714 die Dissertation de lege sub Christo adventum cessante, ad Galat. 3, 19. 20. Dadurch wurde er zum Magister der Philosophie ernannt. Im folgenden Jahr schrieb er de Bileamo veniam eundi non obtinente, ad Num. 22, 20 und wurde somit habilitiert. In der Folgezeit dozierte er an der Universität.
Nicht viel später, 1717, kehrte Oeder in seine Heimat zurück, um seinem kranken Vater bei dessen Beruf zu helfen. Er wirkte als Vikar. Dort verweilte er nicht lang, sondern kehrte rasch an die Universität zurück. Dabei wurde ihm eine Lehrstelle am Heilsbronner Gymnasium angeboten. 1724 wechselte er als Konrektor am Gymnasium zu Ansbach, wo er auch die Mittagspredigten hielt. 1730 wurde er Rektor am Gymnasium (heute: Gymnasium Carolinum), sieben Jahre später Dekan und Stiftsprediger zu Feuchtwangen.
Im Jahr 1743 ernannte die Universität Erlangen Oeder zum Doktor der Theologie. 17 Jahre später starb er 66-jährig.

## Familie
Oeder hatte Margarete Sibylle, die Tochter des Feuchtwangener Dekanten Georg Ludwig Hamberger, geehelicht. Der Ehe entstammten folgende Kinder:
- Georg Wilhelm Oeder (1721–1751), Rektor des Thorner Gymnasiums
- Johann Ludwig Oeder (1722–1776), Hofrat und Professor am Collegium Carolinum
- Georg Christian Oeder (1728–1791), deutscher Botaniker, Arzt und Sozialreformer
- Johann Friedrich Oeder (1729–1772), Rat

## Wirken
Georg Ludwig Oeder galt als vielseitiger Theologe. Er kannte sich mit Exegese und Kritik an biblischen Urkunden gut aus. Dies zeigt sich insbesondere in seiner Schrift Observationes sacrae. In diesem Werk erklärte er komplizierte Bibelstellen, wobei er auf jede Mystik begründet verzichtete.
Nebenbei hatte sich Oeder mit dem lernen von Sprachen und mit Philosophie beschäftigt. Dabei missfiel ihm, welchen Einfluss die Philosophie auf die Darstellung von Dogmen hat. So verwarf er auch die Ansichten Gottfried Wilhelm Leibniz’ zum Ursprung des Bösen.
Oeder ist dem Liberalismus zuzuordnen und verwendete in seinen Werken Polemik. So führte er einen literarischen Streit mit Stephan Vit. Außerdem stritt er sich mit Anhängern des Papsttums, gegen das er vorging.
Die 1756 verfasste, bei Meusel/Döring nicht erwähnte Schrift Oeders freie Untersuchung über einige Bücher des Alten Testaments sorgte in ihrer Zeit für Aufsehen. In diesem Werk findet er in Buch Ester, 1. und 2. Buch der Chronik, Buch Esra, Nehemia und partiell in Ezechiel Unstimmigkeiten bzw. Widersprüche. Daraus folgerte er, diese Bücher könnten nicht zum Bibelkanon gehört haben. Dabei argumentiert er sowohl subjektiv als auch objektiv. In Ezechiel hält er hingegen nur die letzten neun Kapitel für unecht. Er behauptet sie, sie seinen von einem Samariter verfasst worden, der sich als Prophet getarnt habe, um den Juden einzureden, ihr Tempel sei falsch gebaut, damit diese ihn wieder niederrissen. Diese Anführungen wurden von Kritikern als unzureichend und unhaltbar abgelehnt.

## Werke
- Diss. de lege sub Christo adventum cessante, ad Galat. 3, 19. 20 (Jena 1715)
- Diss. de Bileamo veniam eundi non obtinente, ad Numer. 22, 20 (Jena 1715)
- Observationes sacrae ad varia eaque difficiliora Scripturae Sacrae loca (zwei Teile, Jena 1715/1716)
- De Programmatis Graecorum (pro demonstrando Graecae Linguae in sacris usu) liber singularis (Jena 1717)
- Observationum sacrarum Syntagma; accessit […] seu verisimilium quinquagena (Erlangen 1729)
- Leben und Thaten Königs Georgs I in Großbrittannien; aus dem Heldengedicht des Herrn Esaias Puffendorf auf hohen Befehl in deutsche Verse gebracht (Anspach)
- Poesie der Franken. (Nürnberg 1730)
- Progr. de nova philosophia Leibnitii et Wolfii in theologiam injuria (Erlangen 1730)
- Progr. de pane angelorum ad Ps. 78, 25 (Erlangen 1731)
- Modesta et solida responsio ad viri clarissimi Stephani Viti iniquissimum librum, quem inscripsit Apologiam, in qua nostram evangelicam doctrinam in Synodo Dordracena proscriptam esse, b. Lutherum, formulae concordiae auctores, ceterosque antiquiores theologos Ecclesiae Lutheranae a doctrina super lapsariorum alienissimos fuisse, nihil denique eorum, quae Vitus nostrae doctrinae objecit, merito objici, luculenter evincitur etc. Vitus autem innumerorum convitiorum, paralogismorum, doli mali etiam et levitatis modeste coarguitur. Accedunt structurae ad ejusdem Viti vindicias (Hamburg 1732)
- De scopo Evangelii S. Joannis Apostoli, certissime haeresi Cerinthi et Ebionis oppositi adversus vir. clar. J. A. Lampe, liber unus, in quo et Irenaeus atque Calovius contra iniquas criminationes defenduntur (Frankfurt/Leipzig 1732)
- Conjecturarum de difficilioribus Sacrae Scripturae locis centuria. Accedit Diss. de sensu Scripturae mystico (Leipzig 1733)
- Alte und auserlesene theologische Bibliothek (vier Teile, Frankfurt/Leipzig 1733/1734)
- Progr. de studiis Christi litterariis (Erlangen 1734)
- Progr. de praerogativa gentis Judaicae (Erlangen 1734)
- Anmerkungen zu der Salzburgischen Buß- und Fastenpredigt, die unter dem Namen Herrn Leopoldi Antonii Eleuterii, Erzbischoffen zu Salzburg, publiciert worden (Frankfurt/Leipzig 1735)
- Ad virum S. R. et cel. G. G. Zeltnerum Epistola Sinceri Pistophili, qua mulierem inter Leonem IV et Benedictum III Papatu Romano functam idoneis rationibus aseritur, objectiones autem nuper factae modete propulsantur (1735)
- Sinceri Pistophili neue und gründliche Erläuterung schwerer Stellen heiliger Schrift (zwölf Teile, Frankfurt/Leipzig 1735–1739)
- Gründliche und bescheidene Nachricht vom Ansehn der Kirchenversammlungen, sonderlich des Concilii Tridentini, womit des Herrn Paters Franz Xaverius Psysser's, S. T. Ordinarii, Dompredigers zu Augsburg, Frage: Warum die Evangelischen selbiges Concilium nicht angenommen, beantwortet wird. Angehängt ist Charles du Maulin's Rathschlag von Annehmung des Concilii in Frankreich, getreulich ins Deutsche übersetzt (Schwabach 1736)
- Unleugbare Blöße des Pabstthums, in Widerlegung einer übelgerathenen Schrift des Pater Adam Flotto, aufgedeckt und bescheidentlich bewiesen. Nebst einer Abhandlung von der Neuigkeit des Pabstthums (Schwabach 1736)
- Vorschmack von der Weltweisheit für die, welche die Schriften Herrn Wolf'ens zu Marburg lesen wollen; in einem Briefe J. B. Wagner's Junioris zu Schmalkalden an einen Prediger; wieder abgedruckt und mit nöthigen Anmerkungen begleitet von Sincero Pistphilo (Schwabach 1736)
- Vorrede eines ungenannten Verfassers von dem Wertheimischen Buche, so unter dem Titel der göttlichen Schriften von den Zeiten des Messiae Jesus herausgekommen; mit nöthigen Anmerkungen begleitet von Sincero Pistphilo (Schwabach/Leipzig 1736)
- Diss. de raptu non Pauli Apostoli, sed alterius cujusdam in paradisum, et de palo carni dato, ad 2 Cor. 12, 1–9 (1737)
- Eines unpartheiischen Lehrers treugemeinte Vorstellung an alle Theologen der evangelischen Kirche, bei Gelegenheit der Streitigkeit zweier berühmrter Lehrer zu Hamburg und Berlin, über die Fragen von der Zulassung des Bösen und der besten Welt (Ansbach 1737)
- Cornelius Nepos, in usam illustris Carolini et reliquarum scholarum Onoldinarum (Ansbach 1737)
- Des theuren evangelischen Theologi, Martini Chemnitii, zwo gründliche Schriften von der Rechtfertigung und dem rechtfertigenden Glauben, zur Stärkung in der heilsamen Lehre, daß der Mensch allein durch die Gnade und das Verdienst Jesu Christi, und keinesweges durch gute Werke, gerecht und selig werde; bei Gelegenheit einer Schandschrift eines Papisten, der sich V. S. P. nennt, aufs neue getreulich aus dem Lateinischen ins Deutsche gepracht von G. W. Oeder (dem ältesten Sohne des Verfassers); nebst Sinceri Pistophili Anmerkungen und Vorbericht, worin besagter V. S. P. kürzlich seiner Unwissenheit überführet und abgefertigt wird (Schwabach 1737)
- Unzulässigkeit der Leibnizischen Erfindung einer Harminiae praestabilitae, wider den Herrn J. U. Kramer (Ansbach 1738)
- Nachricht von der Stiftung und Einweihung des Carolini illustris in Ansbach, auf hohen Befehl aufgesetzt (Ansbach 1738)
- Catechesis Racoviensis, seu liber Socinianorum primarius; ad fidem editionis a. 1609 recensuit, Socinianam vero impietalem, et hoc libro traditam, et a recentioribus assumtam, accurate profligavit etc. (Frankfurt/Leipzig 1738)
- Miscellanae sacra (Nürnberg 1739)
- Unmöglichkeit, die Blöße des Pabstthums zu decken (Onolsbach 1740)
- Diss. inaug. Manipulus observationum sacrarum (Erlangen 1743)
- Politia ecclesiastica, quam vulgo Agendam vocant, sive deforma regiminis exterioris ecclesiarum Christianarum in Polonia, quae unum Deum patrem per Filium ejus unigenitum Jesum Christum in Spiritu S. confitentur, tribus libris explicata a Petro Morscovio. E codice MSpto recensuit et notas atque dissertationem praeliminarem de Agendis ecclesiasticis, et speciatim de his, adjecit (Frankfurt/Leipzig 1745)
- Animadversiones sacrae (Braunschweig 1747)
- Der Kirchendiener in Feuchtwang treugemeinte Warnung an ihre herzlich geliebte Pfarrgemeine, sich vor der Herrnhutischen Seuche zu verwahren; nebst kurzer Prüfung der Berlinischen REden des Herrn Grafen von Zinzendorf aus Noth und dringender Liebe gestellet (Onolsbach 1748)
- Abermalige Erinnerungen über das erklärte Eingehen des Hirten durch die Thür in den Schaafstall Joh. 10, 2. Auf desselben geneigte Veranlassung mit Anmerkungen herausgegeben von J. L. Schlosser, Pastor zu St. Catharina und Scholarchen in Hamburg (Hamburg 1751)
- Christliche freie Untersuchungen über die sogenannte Offenbarung Johannis, aus der nachgelassenen Handschrift eines fränkischen Gelehrten (G. L. Oeder's) herausgegeben und mit eigenen Anmerkungen von J. G. Semler (Halle 1769)
- Freie Untersuchungen über einige Bücher des Alten Testaments vom Verfasser der christlich freien Untersuchung über die Offenbarung Johannis. Mit Zugaben und Anmerkungen herausgegeben von C. J. L. Vogel (1756 verfasst, publiziert Halle 1771)